# ウラジーミル・ヤコブレフ
ウラジーミル・アナトリエヴィチ・ヤコブレフ（ヤコヴレフ、ロシア語: Влади́мир Анато́льевич Я́ковлев、ラテン文字転写の例：Vladimir Anatolyevich Yakovlev、1944年11月25日 - ）は、ロシアの政治家。サンクトペテルブルク市長、ロシア連邦南部連邦管区大統領全権代表、副首相、地域発展相を歴任。
1944年11月25日ソビエト連邦ロシア連邦共和国のヤクート自治共和国（現在のロシア連邦サハ共和国）のオリョークミンスクに生まれる。レニングラード機械組立専門学校を経て、1974年北西通信制工業大学夜間部卒。
1965年から1968年まで徴兵され軍務につく。その後は、レニングラード州の建設部門や住宅建設部門で技師として勤務する。アナトリー・サプチャーク・サンクトペテルブルク市長の下で1993年同市経済委員会議長をはじめとして副市長、第一副市長を歴任する。ウラジーミル・プーチンとはサプチャークのもとで働く同僚であったが、1996年6月の市長選挙に現職のサプチャークに挑戦する形で立候補し、サプチャークを破って当選する。プーチンは、サプチャークが敗北したため、サンクトペテルブルク市行政府を離れ、アナトリー・チュバイスやパーヴェル・ボロジンらの引きで連邦大統領府に入ることになり、その後、大統領になるきっかけとなった。また、プーチンは、ヤコブレフの選挙運動が不正であったと批判して、一時両者の関係は悪化している。1999年の下院国家会議選挙では、エフゲニー・プリマコフ元首相、ユーリ・ルシコフ・モスクワ市長らの政治ブロック「祖国・全ロシア」に参加した。しかし「祖国・全ロシア」がプーチン旋風の影響で、第3党と低迷、選挙で敗れるとルシコフとともに、プーチン支持に回った。
2000年5月14日サンクトペテルブルク市長選挙に立候補し、再選される。しかし、2003年のサンクトペテルブルク建都300周年に当たり粉飾決算の疑惑を問われて市長を辞職した。ロシア連邦政府の住宅公共サービス担当副首相に就任し、後任のサンクトペテルブルク市長には、連邦政府から指名されたワレンチナ・マトヴィエンコが選挙を経て就任した。2004年3月から南連邦管区大統領全権代表に就任。「南方への流刑」とも評する向きがあった。2004年9月連邦政府の初代地域発展相に任命された。 